# Whirlpool Aero Car

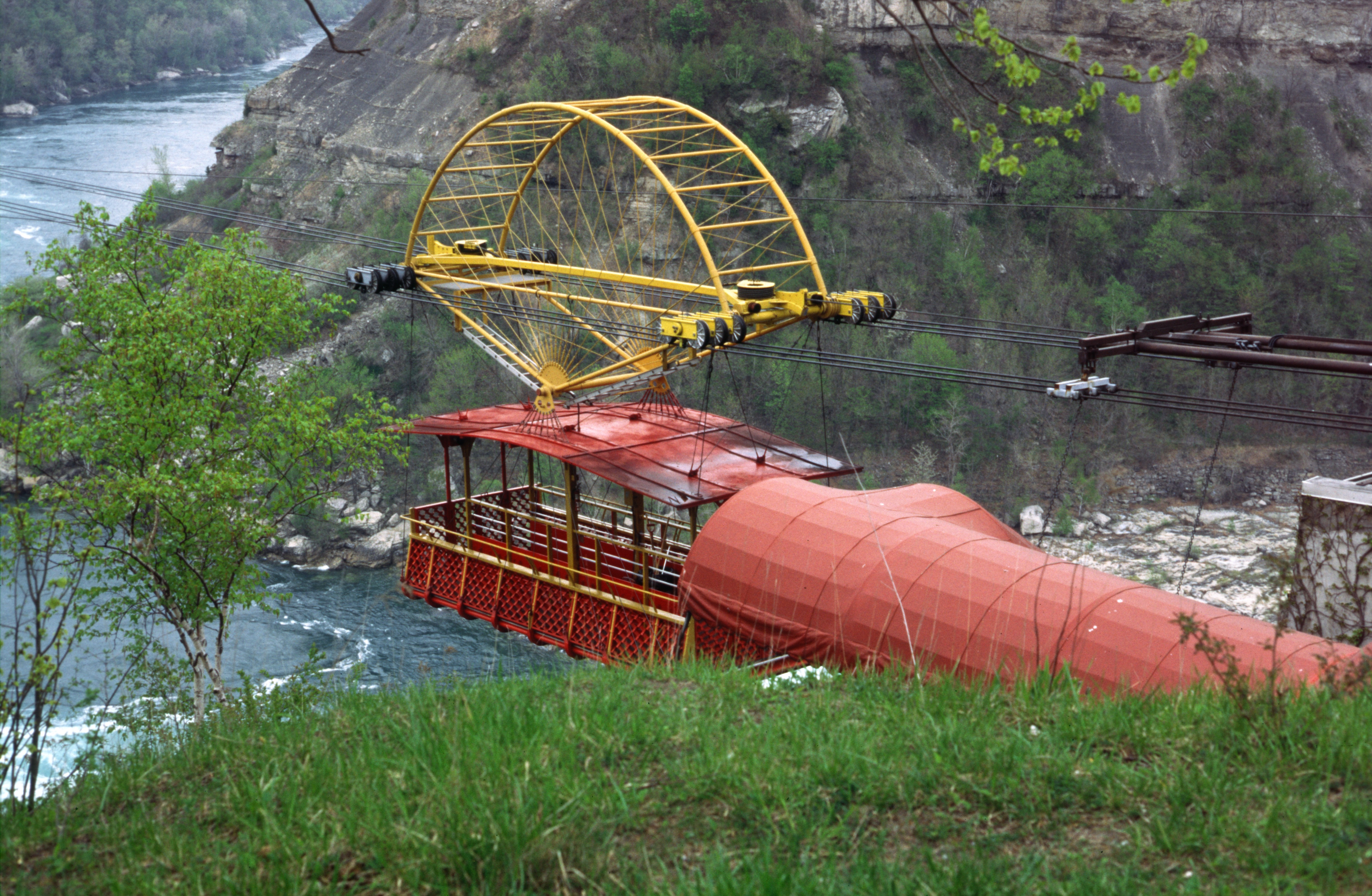
Whirlpool Aero Car an der Hauptstation

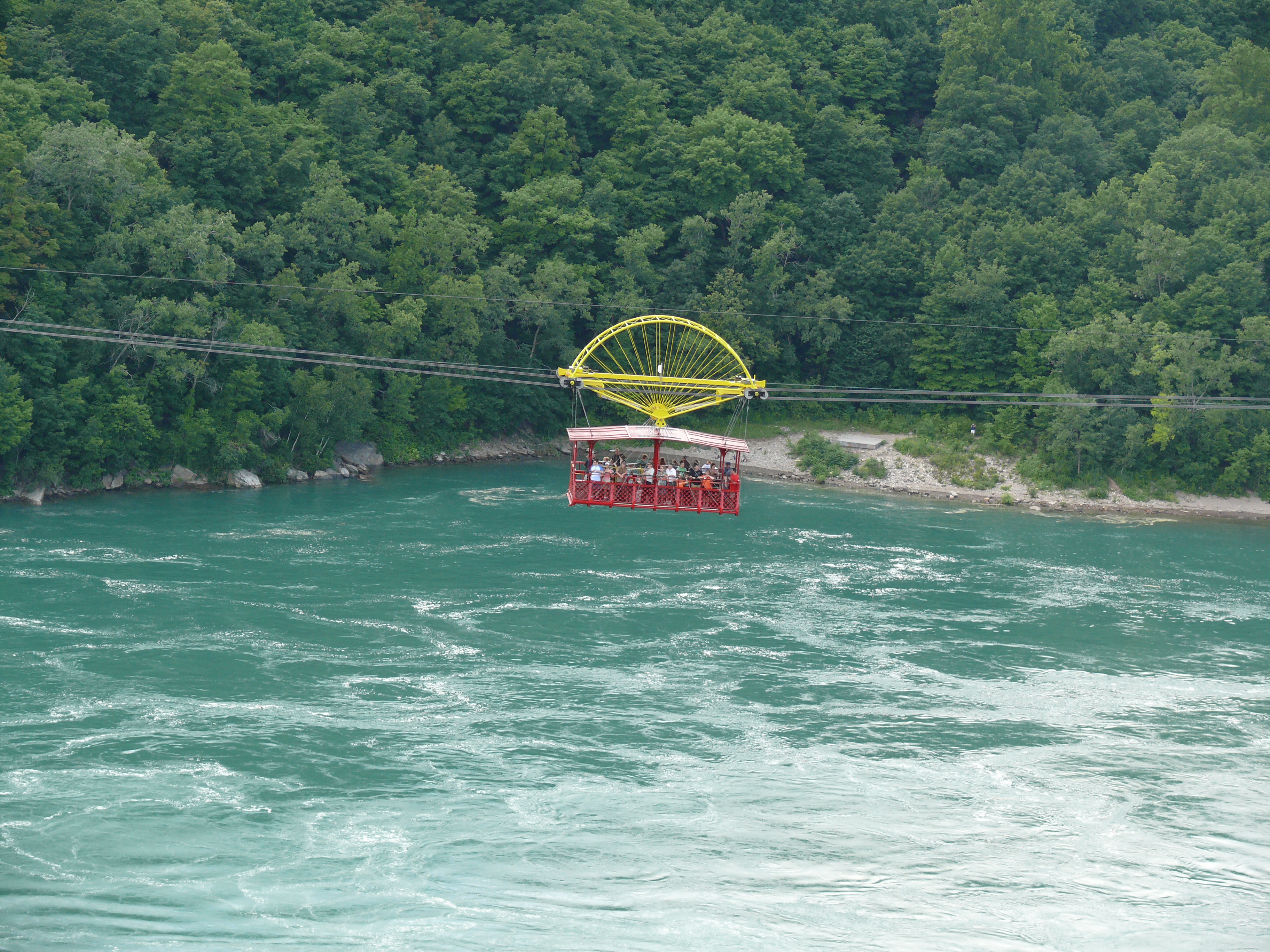
Whirlpool Aero Car über dem Whirlpool

Whirlpool Aero Car, auch Spanish Aero Car genannt, ist eine Luftseilbahn, die rund vier Kilometer stromabwärts der Niagarafälle das fast kreisförmige Wirbelbecken der Whirlpool Rapids im Niagara River überquert. 
Die beiden Stationen liegen auf den gegenüberliegenden Seiten des Whirlpools, die beide auf der kanadischen, linken Seite des Flusses liegen, der das Becken in einem ca. 90°-Winkel verlässt. Die 530 Meter lange Fahrt beginnt und endet in einer Höhe von 86 Meter über dem Fluss; in der Mitte hat die Seilbahn immer noch eine Höhe von 42 Meter. Die Strecke führt über das fast rechtwinklig in das Wirbelbecken hineinragende amerikanische Staatsgebiet, so dass bei einer Hin- und Rückfahrt die US-amerikanische Grenze insgesamt viermal überquert wird. Man hat einen Blick auf die Stromschnellen, den Whirlpool und weiter stromabwärts die Wasserkraftwerke Sir Adam Beck Hydroelectric Power Stations auf der linken und Robert Moses Niagara Power Plant auf der rechten, amerikanischen Seite.
Die Seilbahn geht auf eine Idee von J. Enoch Thompson zurück und wurde im Jahr 1913 von der The Niagara Spanish Aerocar Co. Limited nach Plänen von Leonardo Torres Quevedo gebaut. Sie wurde am 8. August 1916 eröffnet. Erneuerungsarbeiten fanden in den Jahren 1961, 1967 und 1984 statt.
Die Seilbahn hat nur ein Fahrzeug, einen großen roten rechteckigen überdachten Korb für 35 Personen, der an einer gelben, einer Bogenbrücke ähnlichen Konstruktion hängt, die mit den an ihren Ecken angebrachten Rollen auf je drei an ihren Seiten verlaufenden Tragseilen fährt.
Technisch gesehen handelt es sich um eine Sonderform einer Pendelbahn bzw. um eine Breitspur-Winden-Luftseilbahn mit sechs Tragseilen (25 mm Durchmesser) und einem in der Mitte angebrachten Zugseil. Sie wird von einem Elektromotor mit 37 kW angetrieben und fährt mit ungefähr 7 km/h. Für Notfälle steht ein Dieselmotor bereit. Es gibt außerdem eine Rettungsgondel für vier Personen, die aber, außer für Übungen, noch nie benutzt werden musste.
Der Whirlpool Aero Car ist nur von April bis November in Betrieb.
An der Seilbahn wurde eine Tafel mit folgendem Text angebracht:

„NIAGARA SPANISH AERO CAR

Leonardo Torres Quevedo (1852–1936) was an ingenious Spanish engineer. Among his creations were algebraic machines, remote control devices, dirigibles and the world's first computer.
The Niagara Spanish Aero Car was designed by Leonardo Torress Quevedo and represented a new type of aerial cable way that he called "transbordador". Officially opened on August 8, 1916, it is the only one of its kind in existence.
The Niagara Parks Commission 1991“

„NIAGARA SPANISH AERO CAR

Leonardo Torres Quevedo (1852–1936) war ein genialer spanischer Ingenieur. Unter seinen Schöpfungen waren algebraische Maschinen, ferngesteuerte Apparate, Luftschiffe und der Welt erster Computer.
Der Niagara Spanish Aero Car wurde von Leonardo Torres Quevedo entworfen und stellt eine neue Art einer Seilbahn dar, die er transbordador nannte. Offiziell am 8. August 1916 eröffnet, ist sie die einzige existierende ihrer Art.
Die Niagara-Parks-Verwaltung 1991“